# Platysenta leucopis
Platysenta leucopis là một loài bướm đêm trong họ Noctuidae.